# Попени (Ђеорђе Енеску)
Попени (рум. Popeni) насеље је у Румунији у округу Ботошани у општини Ђеорђе Енеску. Oпштина се налази на надморској висини од 166 m.

## Становништво
Према подацима из 2002. године у насељу је живело 534 становника, од којих су сви румунске националности.